# Mihăești (Vâlcea)
Mihăeşti é uma comuna romena localizada no distrito de Vâlcea, na região de Oltênia. A comuna possui uma área de 56.00 km² e sua população era de 6471 habitantes segundo o censo de 2007.